# Scheibentriode

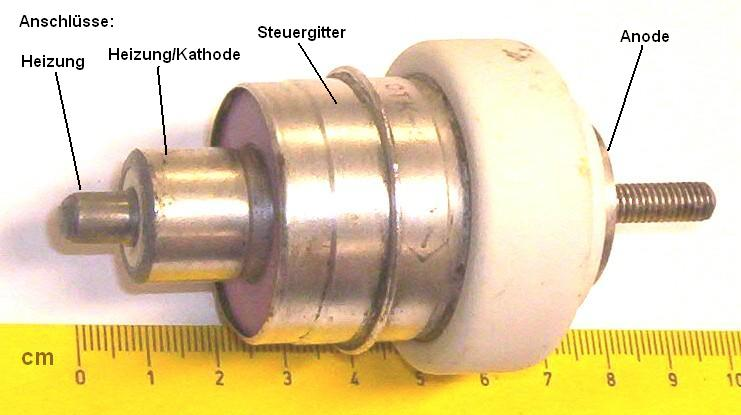
Scheibentriode (Sowjetunion ca. 1978), z. B. für UKW-Funkgerät ca. 100 Watt

Eine Scheibentriode ist eine Elektronenröhre (Triode), bei der die Elektroden (Kathode, Steuergitter und Anode) nicht wie gewöhnlich zylindrisch ineinander, sondern scheibenförmig mit geringem Abstand übereinander angeordnet sind. Die Elektroden sind zur induktionsarmen Kontaktierung mit konzentrischen Metallringen verbunden, sodass diese Röhren speziell für Hochfrequenzanwendungen geeignet sind. Scheibentrioden werden in koaxialen Leitungskreisen meist in Gitterbasisschaltung eingebaut und können zur Verstärkung oder als Oszillator bei Frequenzen bis etwa 5 GHz eingesetzt werden.
Scheibentrioden sind heute nur noch vereinzelt im Bereich größerer Leistungen bei Sendeanlagen gebräuchlich.

## Aufbau

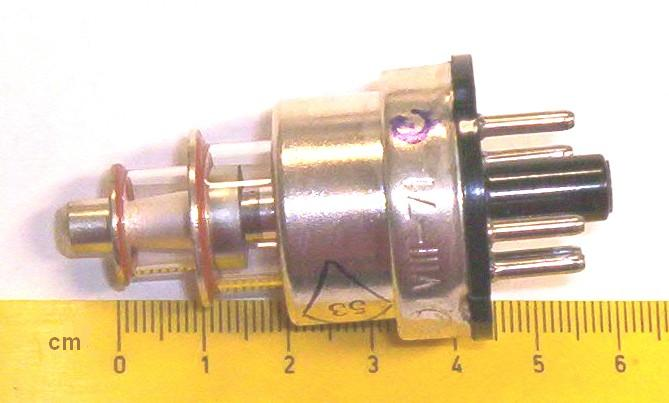
Scheibentriode für bis ca. 2 GHz, sog. „Leuchtturmröhre“

Die mit Metallringen versehenen Elektroden sind durch Isolierkörper-Ringe (Glas oder Keramik) voneinander getrennt und mit Glas- oder Silberlot hermetisch dicht miteinander verbunden. Der entstehende turmartige Aufbau führte bei manchen Röhrentypen zur Bezeichnung „Leuchtturmröhre“.
Die Metall-Keramik-Verbindungen sind u. a. aufgrund der thermischen Beanspruchung technologisch wesentlich anspruchsvoller als die Fertigung konventioneller Röhren mit Stiftsockeln. Das vergleichsweise geringe Volumen des Vakuums, fehlender Platz für ein Getter sowie die hohen Feldstärken erfordern hohe Dichtigkeit der Verbindungen zum Erhalt eines guten Hochvakuums. Hinzu kommt der zur Erreichung einer hohen Steilheit oft sehr geringe Abstand zwischen dem Gitter und der Kathode. Oft sind diese zur Erhöhung der Steifigkeit leicht gewölbt. Auch der Abstand der Anode muss gering sein, um Laufzeitverzögerungen und Geschwindigkeitsdispersion der Elektronen gering zu halten.
Speziell für große Leistungen werden Scheibentetroden gefertigt, diese haben zusätzlich ein Schirmgitter zwischen Steuergitter und Anode.
Kleine Scheibentrioden sind durch Wärmeleitung über die Anschlüsse gekühlt. Die größeren Exemplare (meist Scheibentetroden) haben zwecks besserer Kühlung besonders ausgebildete Anodenblöcke: es gibt sie mit Kühlrippen für forcierte Luftkühlung oder mit Schlauchtüllen für Flüssigkeitskühlung.

## Anwendungen

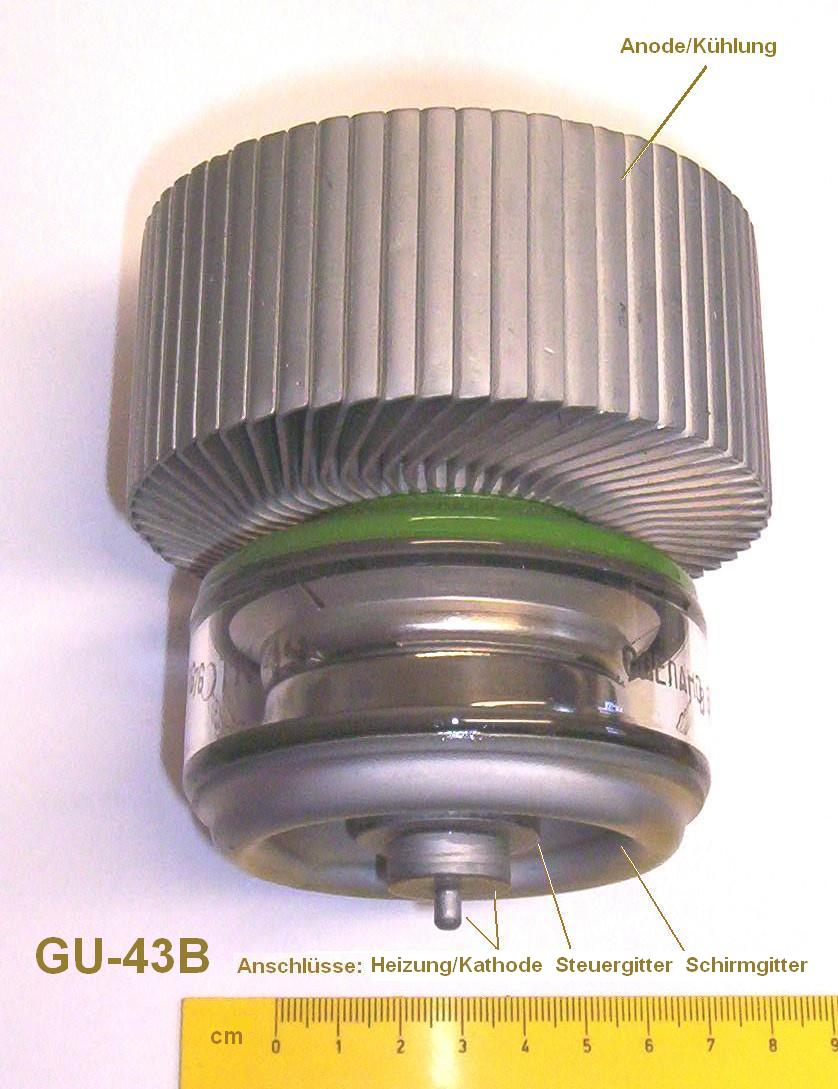
Scheibentetrode (GU-43B, Sowjetunion 1976), 1500 Watt, bis 100 MHz, Luftkühlung

Scheibentrioden wurden im Bereich kleiner und mittlerer Leistungen bis in die 1980er Jahre in Hochfrequenzverstärkern und Oszillatoren verwendet. Für Leistungen ab etwa 1 kW sind sie noch heute üblich – dann meist jedoch als Tetrode ausgeführt.
Scheibentrioden vertragen hohe mechanische Beschleunigungswerte, einen weiten Temperaturbereich sowie auch Kern- und Höhenstrahlung, daher waren sie auch im niedrigen Leistungsbereich lange im Einsatz in der Luft- und Raumfahrt sowie in der Militärtechnik.
Die NATO hat bis in die 1990er Jahre eine Scheibentriode des Typs 2C39BA häufig in ihren Flugzeugen eingesetzt. Diese und auch andere Röhren gleicher Bauart werden von Funkamateuren auch heute noch gern in Sendeverstärkerstufen bis in den GHz-Bereich eingesetzt, da sie seit Jahren gut verfügbar und preiswert sind.
Beispiele:
- FM-Radar (Höhenmesser): mechanisch frequenzmodulierter Triodenoszillator um 1 GHz
- Mischoszillator und Vorverstärker in weitreichenden RADAR-Anlagen (um 1 GHz)
- Bordfunk im UKW-Bereich

Scheibentetroden sind auch in industriellen HF-Generatoren hoher Leistung im Einsatz.